# Voleibol nos Jogos Olímpicos de Verão de 2004 - Feminino
O torneio feminino de voleibol nos Jogos Olímpicos de Verão de 2004 foi realizado no Estádio da Paz e da Amizade, Atenas, entre 14 e 28 de agosto e organizado pela Federação Internacional de Voleibol (FIVB) em conjunto com o Comitê Olímpico Internacional (COI).

## Medalhistas
A China foi campeã olímpica de voleibol, derrotando a Rússia na final. Cuba ganhou o bronze frente ao Brasil.
|  | CHN China |  | RUS Rússia |  | CUB Cuba |
|  | Feng Kun Yang Hao Liu Yanan Li Shan Zhou Suhong Zhao Ruirui Zhang Yuehong Chen Jing Song Nina Wang Lina Zhang Na Zhang Ping |  | Irina Tebenikhina Yelena Tyurina Lioubov Sokolova Yevgeniya Artamonova Yelizaveta Tishchenko Olga Chukanova Yekaterina Gamova Marina Sheshenina Yelena Plotnikova Olga Nikolayeva Aleksandra Korukovets Natalya Safronova |  | Rosir Calderón Maybelis Martínez Yaima Ortíz Daymí Ramírez Yumilka Ruiz Nancy Carrillo Ana Fernández Liana Mesa Anniara Muñoz Dulce Téllez Marta Sánchez Zoila Barros |

## Qualificação
| Torneio de qualificação           | Data                      | Sede          | Vagas | Qualificados         |  |
| --------------------------------- | ------------------------- | ------------- | ----- | -------------------- |  |
| País-sede                         | 5 de setembro de 1997     | Lausanne      | 1     | Grécia               |  |
| Copa do Mundo de 2003             | 1–15 de novembro de 2003  | Japão         | 3     | China                |  |
| Copa do Mundo de 2003             | 1–15 de novembro de 2003  | Japão         | 3     | Brasil               |  |
| Copa do Mundo de 2003             | 1–15 de novembro de 2003  | Japão         | 3     | Estados Unidos       |  |
| Pré-Olímpico da América do Sul    | 9–11 de janeiro de 2004   | Caracas       | 1     | Cuba                 |  |
| Pré-Olímpico da Europa            | 5–10 de janeiro de 2004   | Baku          | 1     | Alemanha             |  |
| Pré-Olímpico da África            | 5–10 de janeiro de 2004   | Nairóbi       | 1     | Quênia               |  |
| Pré-Olímpico da América do Norte  | 15–21 de dezembro de 2003 | Santo Domingo | 1     | República Dominicana |  |
| Pré-Olímpico da Ásia e da Oceania | 22–30 de maio de 2004     | Tóquio        | 1     | Coreia do Sul        |  |
| Qualificatório Mundial            | 8–16 de maio de 2004      | Tóquio        | 1     | Japão                |  |
| Qualificatório Mundial            | 8–16 de maio de 2004      | Tóquio        | 1     | Rússia               |  |
| Qualificatório Mundial            | 8–16 de maio de 2004      | Tóquio        | 1     | Itália               |  |
| Total                             |                           |               | 12    |                      |  |

## Composição dos grupos
A distribuição das equipes pelos grupos é realizada pelo sistema de serpentina baseando-se na posição das equipes no ranking da FIVB em janeiro de 2004.
| Grupo A       | Grupo B              |
| ------------- | -------------------- |
| Brasil        | China                |
| Grécia        | Cuba                 |
| Itália        | República Dominicana |
| Japão         | Alemanha             |
| Quênia        | Rússia               |
| Coreia do Sul | Estados Unidos       |

## Fase de grupos
Na fase de grupos, as seleções jogaram entre si repartidas em dois grupos de seis equipas cada. Os quatro melhores apuraram-se para as quartas de final.
Todas as partidas seguem o fuso horário local (UTC+3).
- Placar de 3–0 ou 3–1: 3 pontos para o vencedor, nenhum para o perdedor;
- Placar de 3–2: 2 pontos para o vencedor, 1 para o perdedor.

### Grupo A
|  | Equipes classificadas para as quartas de final |

|     |               |     | Jogos | Jogos | Jogos | Resultados | Resultados | Resultados | Resultados | Resultados | Resultados | Sets | Sets | Sets  | Pontos | Pontos | Pontos |
| Pos | Equipe        | Pts | T     | V     | D     | 3–0        | 3–1        | 3–2        | 2–3        | 1–3        | 0–3        | V    | P    | R     | V      | P      | R      |
| --- | ------------- | --- | ----- | ----- | ----- | ---------- | ---------- | ---------- | ---------- | ---------- | ---------- | ---- | ---- | ----- | ------ | ------ | ------ |
| 1   | Brasil        | 14  | 5     | 5     | 0     | 4          | 0          | 1          | 0          | 0          | 0          | 15   | 2    | 7.500 | 410    | 326    | 1.258  |
| 2   | Itália        | 13  | 5     | 4     | 1     | 4          | 0          | 0          | 1          | 0          | 0          | 14   | 3    | 4.667 | 392    | 305    | 1.285  |
| 3   | Coreia do Sul | 9   | 5     | 3     | 2     | 2          | 1          | 0          | 0          | 0          | 2          | 9    | 7    | 1.286 | 355    | 352    | 1.009  |
| 4   | Japão         | 6   | 5     | 2     | 3     | 1          | 1          | 0          | 0          | 0          | 3          | 6    | 10   | 0.600 | 346    | 343    | 1.009  |
| 5   | Grécia        | 3   | 5     | 1     | 4     | 1          | 0          | 0          | 0          | 2          | 2          | 5    | 12   | 0.417 | 349    | 383    | 0.911  |
| 6   | Quênia        | 0   | 5     | 0     | 5     | 0          | 0          | 0          | 0          | 0          | 5          | 0    | 15   | 0,000 | 236    | 379    | 0.623  |

Ordenamento da classificação: 1) Número de vitórias; 2) Pontos; 3) Razão de sets; 4) Razão de pontos; 5) Confronto direto.
| 14 de agosto 14:00 relatório | Japão                 | 0–3 | Brasil | Estádio da Paz e da Amizade |
| 14 de agosto 14:00 relatório | (21–25, 22–25, 21–25) |     |        | Estádio da Paz e da Amizade |

| 14 de agosto 16:00 relatório | Grécia               | 3–0 | Quênia | Estádio da Paz e da Amizade |
| 14 de agosto 16:00 relatório | (25–7, 25–22, 25–14) |     |        | Estádio da Paz e da Amizade |

| 14 de agosto 19:30 relatório | Coreia do Sul         | 0–3 | Itália | Estádio da Paz e da Amizade |
| 14 de agosto 19:30 relatório | (17–25, 13–25, 19–25) |     |        | Estádio da Paz e da Amizade |

| 16 de agosto 09:00 relatório | Quênia                | 0–3 | Brasil | Estádio da Paz e da Amizade |
| 16 de agosto 09:00 relatório | (16–25, 27–29, 12–25) |     |        | Estádio da Paz e da Amizade |

| 16 de agosto 14:00 relatório | Itália                | 3–0 | Japão | Estádio da Paz e da Amizade |
| 16 de agosto 14:00 relatório | (25–16, 25–13, 25–17) |     |       | Estádio da Paz e da Amizade |

| 16 de agosto 16:00 relatório | Grécia                       | 1–3 | Coreia do Sul | Estádio da Paz e da Amizade |
| 16 de agosto 16:00 relatório | (25–20, 19–25, 15–25, 22–25) |     |               | Estádio da Paz e da Amizade |

| 18 de agosto 11:50 relatório | Coreia do Sul         | 3–0 | Quênia | Estádio da Paz e da Amizade |
| 18 de agosto 11:50 relatório | (25–16, 25–20, 25–19) |     |        | Estádio da Paz e da Amizade |

| 18 de agosto 16:35 relatório | Japão                        | 3–1 | Grécia | Estádio da Paz e da Amizade |
| 18 de agosto 16:35 relatório | (25–10, 20–25, 25–21, 25–22) |     |        | Estádio da Paz e da Amizade |

| 18 de agosto 21:30 relatório | Brasil                              | 3–2 | Itália | Estádio da Paz e da Amizade |
| 18 de agosto 21:30 relatório | (19–25, 25–13, 22–25, 25–16, 15–13) |     |        | Estádio da Paz e da Amizade |

| 20 de agosto 14:00 relatório | Coreia do Sul         | 3–0 | Japão | Estádio da Paz e da Amizade |
| 20 de agosto 14:00 relatório | (25–21, 26–24, 25–21) |     |       | Estádio da Paz e da Amizade |

| 20 de agosto 16:00 relatório | Grécia                | 0–3 | Brasil | Estádio da Paz e da Amizade |
| 20 de agosto 16:00 relatório | (22–25, 22–25, 11–25) |     |        | Estádio da Paz e da Amizade |

| 20 de agosto 19:30 relatório | Quênia                | 0–3 | Itália | Estádio da Paz e da Amizade |
| 20 de agosto 19:30 relatório | (17–25, 13–25, 14–25) |     |        | Estádio da Paz e da Amizade |

| 22 de agosto 11:00 relatório | Japão                | 3–0 | Quênia | Estádio da Paz e da Amizade |
| 22 de agosto 11:00 relatório | (25–8, 25–17, 25–14) |     |        | Estádio da Paz e da Amizade |

| 22 de agosto 16:00 relatório | Itália                | 3–0 | Grécia | Estádio da Paz e da Amizade |
| 22 de agosto 16:00 relatório | (25–19, 25–19, 25–22) |     |        | Estádio da Paz e da Amizade |

| 22 de agosto 19:30 relatório | Brasil                | 3–0 | Coreia do Sul | Estádio da Paz e da Amizade |
| 22 de agosto 19:30 relatório | (25–19, 25–18, 25–23) |     |               | Estádio da Paz e da Amizade |

### Grupo B
|  | Equipes classificadas para as quartas de final |

|     |                      |     | Jogos | Jogos | Jogos | Resultados | Resultados | Resultados | Resultados | Resultados | Resultados | Sets | Sets | Sets  | Pontos | Pontos | Pontos |
| Pos | Equipe               | Pts | T     | V     | D     | 3–0        | 3–1        | 3–2        | 2–3        | 1–3        | 0–3        | V    | P    | R     | V      | P      | R      |
| --- | -------------------- | --- | ----- | ----- | ----- | ---------- | ---------- | ---------- | ---------- | ---------- | ---------- | ---- | ---- | ----- | ------ | ------ | ------ |
| 1   | China                | 13  | 5     | 4     | 1     | 3          | 1          | 0          | 1          | 0          | 0          | 14   | 4    | 3.500 | 429    | 346    | 1.240  |
| 2   | Rússia               | 9   | 5     | 3     | 2     | 2          | 0          | 1          | 1          | 0          | 1          | 11   | 8    | 1.375 | 426    | 388    | 1.098  |
| 3   | Cuba                 | 8   | 5     | 3     | 2     | 1          | 0          | 2          | 1          | 0          | 1          | 11   | 10   | 1.100 | 443    | 460    | 0.963  |
| 4   | Estados Unidos       | 8   | 5     | 2     | 3     | 1          | 1          | 0          | 2          | 1          | 0          | 11   | 10   | 1.100 | 472    | 467    | 1.011  |
| 5   | Alemanha             | 5   | 5     | 2     | 3     | 1          | 0          | 1          | 0          | 1          | 2          | 7    | 11   | 0.636 | 387    | 414    | 0.935  |
| 6   | República Dominicana | 2   | 5     | 1     | 4     | 0          | 0          | 1          | 0          | 0          | 4          | 3    | 14   | 0.214 | 334    | 416    | 0.803  |

Ordenamento da classificação: 1) Número de vitórias; 2) Pontos; 3) Razão de sets; 4) Razão de pontos; 5) Confronto direto.
| 14 de agosto 09:00 relatório | Cuba                                | 2–3 | Alemanha | Estádio da Paz e da Amizade |
| 14 de agosto 09:00 relatório | (25–20, 26–24, 22–25, 15–25, 15–17) |     |          | Estádio da Paz e da Amizade |

| 14 de agosto 11:35 relatório | República Dominicana  | 0–3 | Rússia | Estádio da Paz e da Amizade |
| 14 de agosto 11:35 relatório | (17–25, 13–25, 16–25) |     |        | Estádio da Paz e da Amizade |

| 14 de agosto 21:30 relatório | China                        | 3–1 | Estados Unidos | Estádio da Paz e da Amizade |
| 14 de agosto 21:30 relatório | (25–21, 23–25, 25–22, 25–18) |     |                | Estádio da Paz e da Amizade |

| 16 de agosto 11:00 relatório | China                 | 3–0 | República Dominicana | Estádio da Paz e da Amizade |
| 16 de agosto 11:00 relatório | (25–20, 25–16, 25–16) |     |                      | Estádio da Paz e da Amizade |

| 16 de agosto 19:30 relatório | Estados Unidos               | 3–1 | Alemanha | Estádio da Paz e da Amizade |
| 16 de agosto 19:30 relatório | (25–22, 25–22, 22–25, 27–25) |     |          | Estádio da Paz e da Amizade |

| 16 de agosto 21:45 relatório | Rússia                              | 2–3 | Cuba | Estádio da Paz e da Amizade |
| 16 de agosto 21:45 relatório | (24–26, 25–19, 27–25, 19–25, 13–15) |     |      | Estádio da Paz e da Amizade |

| 18 de agosto 09:00 relatório | República Dominicana                | 3–2 | Estados Unidos | Estádio da Paz e da Amizade |
| 18 de agosto 09:00 relatório | (26–24, 22–25, 27–25, 23–25, 19–17) |     |                | Estádio da Paz e da Amizade |

| 18 de agosto 14:00 relatório | China                               | 3–2 | China | Estádio da Paz e da Amizade |
| 18 de agosto 14:00 relatório | (25–19, 22–25, 15–25, 25–21, 15–13) |     |       | Estádio da Paz e da Amizade |

| 18 de agosto 21:45 relatório | Alemanha              | 0–3 | Rússia | Estádio da Paz e da Amizade |
| 18 de agosto 21:45 relatório | (29–31 ,11–25, 18–25) |     |        | Estádio da Paz e da Amizade |

| 20 de agosto 09:00 relatório | China                 | 3–0 | Alemanha | Estádio da Paz e da Amizade |
| 20 de agosto 09:00 relatório | (25–18, 25–15, 25–16) |     |          | Estádio da Paz e da Amizade |

| 20 de agosto 11:00 relatório | República Dominicana  | 0–3 | Cuba | Estádio da Paz e da Amizade |
| 20 de agosto 11:00 relatório | (23–25, 17–25, 23–25) |     |      | Estádio da Paz e da Amizade |

| 20 de agosto 21:30 relatório | Estados Unidos                      | 2–3 | Rússia | Estádio da Paz e da Amizade |
| 20 de agosto 21:30 relatório | (25–20, 17–25, 25–20, 18–25, 11–15) |     |        | Estádio da Paz e da Amizade |

| 22 de agosto 09:00 relatório | Alemanha              | 3–0 | República Dominicana | Estádio da Paz e da Amizade |
| 22 de agosto 09:00 relatório | (25–16, 25–19, 25–21) |     |                      | Estádio da Paz e da Amizade |

| 22 de agosto 14:00 relatório | Rússia                | 0–3 | China | Estádio da Paz e da Amizade |
| 22 de agosto 14:00 relatório | (15–25, 16–25, 26–28) |     |       | Estádio da Paz e da Amizade |

| 22 de agosto 22:20 relatório | Cuba                  | 0–3 | Estados Unidos | Estádio da Paz e da Amizade |
| 22 de agosto 22:20 relatório | (22–25, 12–25, 19–25) |     |                | Estádio da Paz e da Amizade |

## Fase final
Na fase final as seleções disputaram, no máximo, mais três jogos (para as equipas que discutiram as medalhas), em formato de eliminatória.
|  | Quartas de final | Quartas de final |              |        | Semifinal           | Semifinal           |  |  | Final        | Final |
|  |                  |                  |              |        |                     |                     |  |  |              |       |
|  | 24 de agosto     |                  |              |        |                     |                     |  |  |              |       |
|  |                  |                  |              |        |                     |                     |  |  |              |       |
|  | Brasil           | 3                |              |        |                     |                     |  |  |              |       |
|  | Brasil           | 3                | 19 de agosto |        |                     |                     |  |  |              |       |
|  | Estados Unidos   | 2                |              |        |                     |                     |  |  |              |       |
|  | Estados Unidos   | 2                | Brasil       | 2      |                     |                     |  |  |              |       |
|  | 24 de agosto     |                  | Brasil       | 2      |                     |                     |  |  |              |       |
|  |                  | Rússia           | 3            |        |                     |                     |  |  |              |       |
|  | Coreia do Sul    | Rússia           | 3            | 0      |                     |                     |  |  |              |       |
|  | Coreia do Sul    |                  | 21 de agosto | 0      |                     |                     |  |  |              |       |
|  | Rússia           | 3                |              |        |                     |                     |  |  |              |       |
|  | Rússia           | 3                | China        | 3      |                     |                     |  |  |              |       |
|  | 24 de agosto     |                  | China        | 3      |                     |                     |  |  |              |       |
|  |                  | Rússia           | 2            |        |                     |                     |  |  |              |       |
|  | Itália           | Rússia           | 2            | 2      |                     |                     |  |  |              |       |
|  | Itália           | 19 de agosto     |              | 2      |                     |                     |  |  |              |       |
|  | Cuba             | 3                |              |        |                     |                     |  |  |              |       |
|  | Cuba             | 3                | Cuba         | 2      | Disputa pelo bronze | Disputa pelo bronze |  |  |              |       |
|  | 24 de agosto     |                  | Cuba         | 2      | Disputa pelo bronze | Disputa pelo bronze |  |  |              |       |
|  |                  | China            | 3            |        |                     |                     |  |  |              |       |
|  | Japão            | China            | 3            | 0      | Cuba                | 3                   |  |  |              |       |
|  | Japão            |                  |              | 0      | Cuba                | 3                   |  |  |              |       |
|  | China            | 3                |              | Brasil | 1                   |                     |  |  |              |       |
|  | China            | 3                |              |        | 1                   |                     |  |  |              |       |
|  |                  |                  |              |        |                     |                     |  |  | 21 de agosto |       |
|  |                  |                  |              |        |                     |                     |  |  |              |       |

### Quartas de final
| 24 de agosto 14:00 relatório | Japão                 | 1–3 | China | Estádio da Paz e da Amizade |
| 24 de agosto 14:00 relatório | (20–25, 22–25, 20–25) |     |       | Estádio da Paz e da Amizade |

| 24 de agosto 16:00 relatório | Coreia do Sul         | 0–3 | Rússia | Estádio da Paz e da Amizade |
| 24 de agosto 16:00 relatório | (17–25, 15–25, 22–25) |     |        | Estádio da Paz e da Amizade |

| 24 de agosto 19:30 relatório | Itália                              | 2–3 | Cuba | Estádio da Paz e da Amizade |
| 24 de agosto 19:30 relatório | (23–25, 25–14, 25–22, 14–25, 12–15) |     |      | Estádio da Paz e da Amizade |

| 24 de agosto 21:55 relatório | Brasil                             | 3–2 | Estados Unidos | Estádio da Paz e da Amizade |
| 24 de agosto 21:55 relatório | (25–22, 25–20, 22–25, 25–27, 15–6) |     |                | Estádio da Paz e da Amizade |

### Semifinais
| 26 de agosto 19:30 relatório | Brasil                              | 2–3 | Rússia | Estádio da Paz e da Amizade |
| 26 de agosto 19:30 relatório | (25–18, 25–21, 22–25, 26–28, 14–16) |     |        | Estádio da Paz e da Amizade |

| 26 de agosto 21:30 relatório | Cuba                                | 2–3 | China | Estádio da Paz e da Amizade |
| 26 de agosto 21:30 relatório | (22–25, 20–25, 25–17, 25–23, 10–15) |     |       | Estádio da Paz e da Amizade |

### Disputa pelo bronze
| 28 de agosto 12:30 relatório | Brasil                       | 1–3 | Cuba | Estádio da Paz e da Amizade |
| 28 de agosto 12:30 relatório | (22–25, 22–25, 25–14, 17–25) |     |      | Estádio da Paz e da Amizade |

### Final
| 28 de agosto 20:10 relatório | Rússia                              | 2–3 | China | Estádio da Paz e da Amizade |
| 28 de agosto 20:10 relatório | (30–28, 27–25, 20–25, 23–25, 12–15) |     |       | Estádio da Paz e da Amizade |

## Classificação final
Esta foi a classificação final do torneio:
| Pos.              | Equipe               |
| ----------------- | -------------------- |
| Medalha de ouro   | China                |
| Medalha de prata  | Rússia               |
| Medalha de bronze | Cuba                 |
| 4                 | Brasil               |
| 5                 | Itália               |
| 5                 | Coreia do Sul        |
| 5                 | Estados Unidos       |
| 5                 | Japão                |
| 9                 | Alemanha             |
| 9                 | Grécia               |
| 11                | República Dominicana |
| 11                | Quênia               |

## Melhores jogadores
Estes foram considerados os melhores jogadores do torneio, com a maioria de atletas da equipe campeã olímpica:
| - Most Valuable Player (MVP) Feng Kun - Melhor bloqueadora Ekaterina Gamova - Melhor levantadora Feng Kun - Melhor marcadora Ekaterina Gamova | - Melhor servidora Zoila Barros - Melhor receptora Zhang Na - Melhor atacante Zhang Ping - Melhor defensora Stacy Sykora |